# Торгановичи
Торгановичи (укр. Торгановичі) — село в Старосамборской городской общине Самборского района Львовской области Украины.
Население по переписи 2001 года составляло 578 человек. Занимает площадь 1,558 км². Почтовый индекс — 82080. Телефонный код — 3238.